# Filip Rudzik
Filip Siarhiejewicz Rudzik (biał. Філіп Сяргеевіч Рудзік, ros. Филипп Сергеевич Рудзік, Filipp Siergiejewicz Rudik; ur. 22 marca 1987 w Leningardzie) – białoruski piłkarz występujący na pozycji pomocnika, reprezentant Białorusi w latach 2009–2011.

## Kariera klubowa
| ! Sezon | Klub                | Kraj       | Rozgrywki        | Mecze | Bramki |
| ------- | ------------------- | ---------- | ---------------- | ----- | ------ |
| 2005    | Naftan Nowopołock   | Białoruś   | Wyszejszaja liha | 1     | 0      |
| 2006    | Naftan Nowopołock   | Białoruś   | Wyszejszaja liha | 15    | 3      |
| 2007    | Naftan Nowopołock   | Białoruś   | Wyszejszaja liha | 17    | 4      |
| 2008    | Naftan Nowopołock   | Białoruś   | Wyszejszaja liha | 26    | 6      |
| 2009    | Naftan Nowopołock   | Białoruś   | Wyszejszaja liha | 25    | 5      |
| 2010    | Naftan Nowopołock   | Białoruś   | Wyszejszaja liha | 16    | 4      |
| 2011    | BATE Borysów        | Białoruś   | Wyszejszaja liha | 27    | 1      |
| 2012    | BATE Borysów        | Białoruś   | Wyszejszaja liha | 18    | 2      |
| 2013    | BATE Borysów        | Białoruś   | Wyszejszaja liha | 8     | 3      |
| 2013    | FK Homel            | Białoruś   | Wyszejszaja liha | 13    | 1      |
| 2014    | FK Atyrau           | Kazachstan | Priemjer Ligasy  | 12    | 1      |
| 2014    | Spartak Semej       | Kazachstan | Priemjer Ligasy  | 12    | 1      |
| 2014/15 | Górnik Łęczna       | Polska     | Ekstraklasa      | 15    | 1      |
| 2015    | Szachcior Soligorsk | Białoruś   | Wyszejszaja liha | 9     | 0      |
| 2016    | Żetysu Tałdykorgan  | Kazachstan | Priemjer Ligasy  | 7     | 0      |
| 2016    | Nioman Grodno       | Białoruś   | Wyszejszaja liha | 14    | 2      |
| 2017    | Nioman Grodno       | Białoruś   | Wyszejszaja liha | 24    | 4      |

## Sukcesy
Naftan Nowopołock
- Puchar Białorusi: 2008/09

BATE Borysów
- mistrzostwo Białorusi: 2011, 2012, 2013
- Superpuchar Białorusi: 2011, 2013